# 瓦伊圖普
瓦伊圖普（英語：Vaitupu，又称婓伊托波）是图瓦卢的一個環礁。也是圖瓦盧最大的一個環礁。首府為阿薩烏。

## 地理
環礁面積為5.6平方公里，包括以下地區：
- 盧薩摩圖
- 摩薩那
- 莫圖塔尼法
- 特莫圖
- 托菲亞
- 瓦伊圖普島

## 交通及旅遊
本地區屬於圖瓦盧中航線區，每半月至一月有一班渡輪來往于首都富納富提之間。